# Epizeuxis pulchellescens
Epizeuxis pulchellescens là một loài bướm đêm trong họ Noctuidae.